# La Serra (el Pont de Suert)
Continuant la N-260 passat el poble de Perves i abans d'arribar a La Creu de Perves hi ha una pista a la dreta que mena a la Serra. Des de la Serra es pot observar un paisatge on conviuen la natura i els animals que pasturen aquestes terres.

Galeria de La Serra
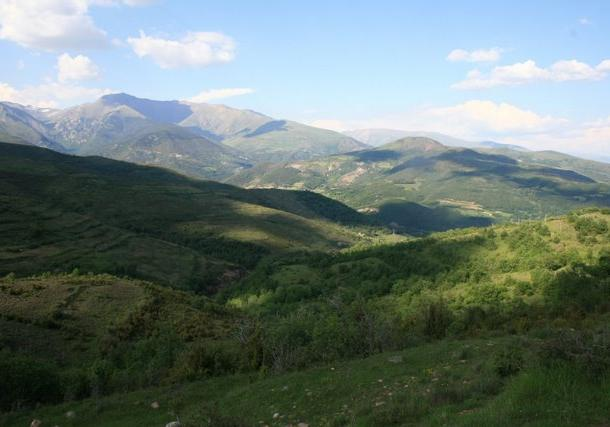
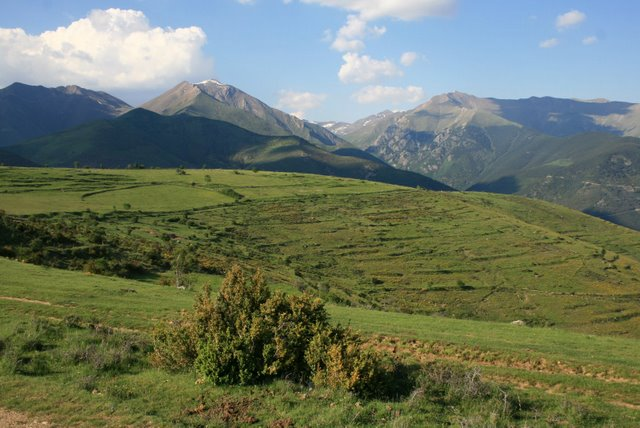
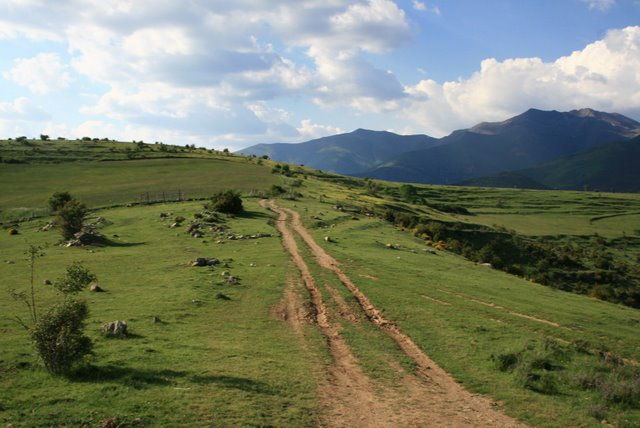
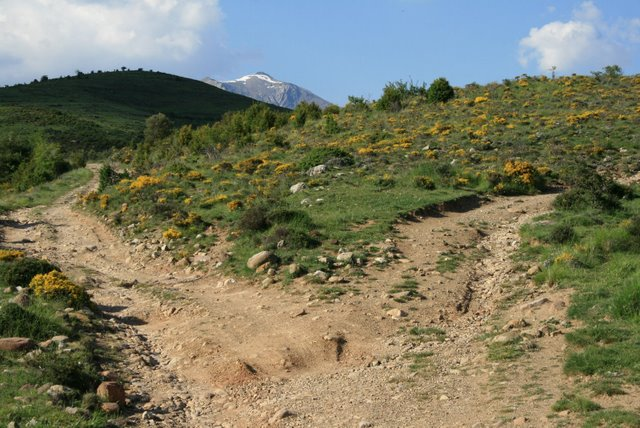
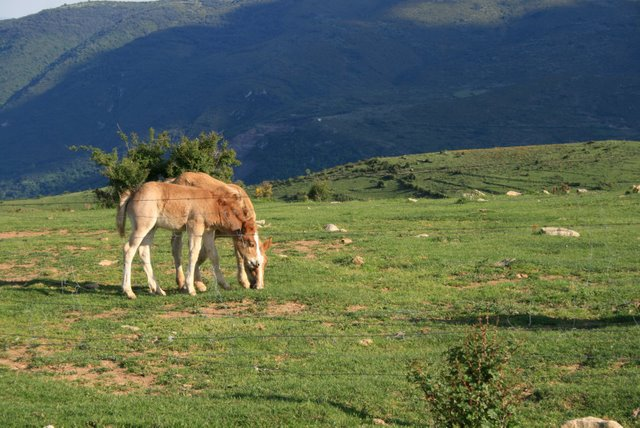
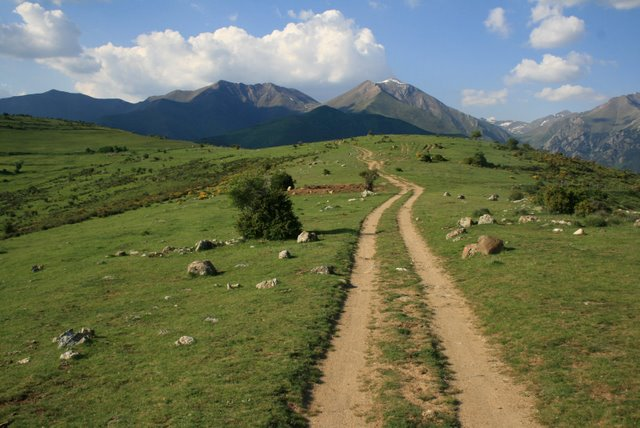